# Giorgi Nutsubidze
Pour les articles homonymes, voir Nutsubidze.
Pas d'image ? Cliquez ici

a Compétitions nationales et continentales officielles uniquement.

b Matchs officiels uniquement.
Dernière mise à jour le 22 mai 2023.
Giorgi Nutsubidze, né le 11 novembre 1998 à Bordjomi (Géorgie), est un joueur géorgien de rugby à XV jouant au poste de pilier au Biarritz olympique depuis 2018.

## Biographie

### Carrière en club
Après avoir évolué avec les Lelo Saracens de Tbilissi en première division géorgienne, il signe un contrat espoir au Biarritz olympique en août 2018. Il dispute son premier match de Pro D2 en août 2019 à Aurillac.
En juin 2020, il signe son premier contrat professionnel jusqu'en 2024 à partir de la saison 2021/2022, avant de prolonger son contrat pour deux années supplémentaires.

### Carrière internationale
Il dispute deux Coupes du monde des moins de 20 ans en 2017 et 2018, jouant au total sept rencontres.